# Almudena (nombre)
Almudena es un nombre propio femenino de origen árabe en su variante en español. Proviene del árabe al-mudayna, que significa 'ciudadela'. La Virgen de la Almudena es la patrona de Madrid (España).

## Santoral
9 de noviembre: Nuestra Señora de la Almudena.

## Personajes célebres
- Almudena Ariza, periodista española.
- Almudena de Arteaga, escritora española.
- Almudena Cano Revilla, pianista y pedagoga española.
- Almudena Cid, gimnasta rítmica española.
- Almudena Fernández, modelo española.
- Almudena Fontecha, sindicalista española.
- Almudena Gallardo, deportista española en la modalidad de tiro con arco.
- Almudena Grandes, escritora española.
- Almudena Guzmán, poeta y periodista española.
- Almudena Muñoz, yudoca española.
- Almudena Puyo, actriz española.
- Almudena Ramón Cueto, médica y científica española.
- Almudena Vara, baloncestista española.
- Almudena Villegas Becerril, historiadora y escritora española.